# История Стерлитамака

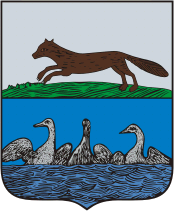
герб (1782 г.)

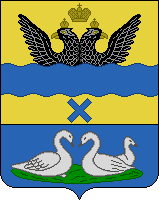
герб (1839 г.)

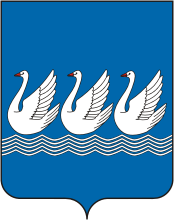
современный герб

История Стерлитамака — история развития города Стерлитамак (Башкортостан, Россия).
Город расположен на землях древнего башкирского племени юрматы. Название города произошло от «Стерля» (название реки) и «тамак» (башкирское слово, переводится на русский как «горло», «горловина», «устье»).

## Первые упоминания
История города Стерлитамак берет своё начало в XVIII веке. В 30-х годах XVIII столетия правительство Российской империи учредило почтовые станции (ямы) на пути от Уфы до Оренбурга. Одной из таких станций стал Ашкадарский почтовый ям.
Для укрепления юго-восточных границ и дальнейшего освоения уральского региона оберсекретарем Правительствующего Сената Иваном Кириловым был предложен на рассмотрение проект о строительстве в устье реки Орь города-крепости Оренбурга. В дальнейшем предполагалось построить по Яику, Самаре и Сакмаре крепости, редуты и форпосты, которые составят единую пограничную линию. В проекте также отмечалось, что для управления Башкирией недостаточно одной Уфы, которая “так малолюдна, что сотой доли против башкирских людей в ней нет”. Закрепив таким образом присоединение Башкирии, Россия получала доступ и к обширным и богатым землям, и к храбрым башкирским воинам, которые “всегда верно служивали не только против шведов и поляков, но и против турков и крымцев”.
Проект И. К. Кирилова одобрил Сенат и 1 мая 1734 года была дана его «всемилостивейшая апробация». Оренбургская экспедиция отправилась на Яик через Казань и осенью 1734 году прибыла в Уфу. В апреле 1735 года экспедиция выехала из Уфы к устью реки Орь, прибыла туда в августе и заложила крепость. Помимо строительства крепости И. К. Кирилову предстояло также учредить связывающие Уфу и Оренбург почтовые станции на расстоянии одного дневного перехода друг от друга (20-30 верст). Одной из таких станций и стал Ашкадарский почтовый ям. Но не почтовые перевозки по Оренбургскому тракту определили будущее незаметной почтовой станции. Своим возвышением Ашкадарский ям обязан металлургическим заводам, которые в середине XVIII века с небывалой быстротой начали строиться в горных районах Башкирии.
Оказавшись в полукольце металлургических заводов, Ашкадарский ям превращается в заметный коммуникационный центр, связывающий административные и промышленные центры края. Это обусловило и выбор места для новой транзитной соляной пристани.

## Стерлитамак в XVIII веке

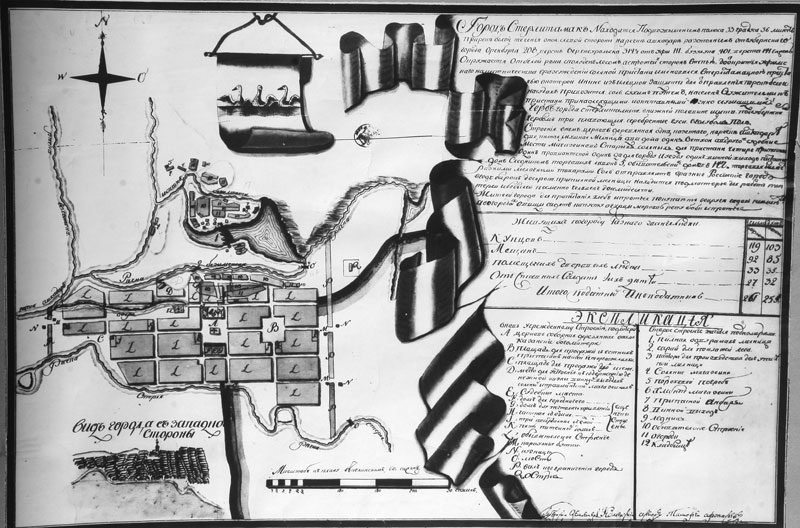
План Стерлитамака, составленный в 1794 году землемером Тимофеем Афанасьевым

В середине XVIII века, благодаря строительству металлургических заводов в восточной Башкирии, ям превратился в важный коммуникационный центр, и поэтому здесь была заложена соляная пристань. Основателями города Стерлитамака следует считать татар одноимённой деревни на берегу реки Стерли, а также Савву Тетюшева (одни источники называют его самарским, другие – симбирским купцом). Он предложил заложить соляную пристань на реке Ашкадар у устья Стерли. Почтовый ям стал называться Ашкадарской пристанью, а с августа 1766 года — Стерлитамакской.
Проект Саввы Тетюшева о доставке одного миллиона пудов в Центральные районы России посредством закладки новой соляной пристани (помимо существующих в поселках Бугульчан и Табынске) “при речке Ашкадаре, впадающей в Белую речку, по которой соль судами отправляться будет” был оценен правительством как патриотическое начинание. 10 января 1765 г. принимается решение о строительстве пристани и С. Тетюшев назначается “главным директором добывания и отправления” илецкой соли. В проекте предполагалось построить шлюзы на Ашкадаре у устья реки Стерли, а выше - пильные мельницы по заготовке материалов для строительства барок. Утверждение проекта, улаживание финансовых дел, поиски мастеров, знакомых с устройством пильных мельниц и строительством барок, заняли весь 1765 г. Вывоз илецкой соли к Ашкадару должен был осуществляться под наблюдением Оренбургского губернатора А. А. Путягина. Губернатор назначил на Ашкадарский ям для приемки соли капитана Оренбургского полка Ивана Панурина. Ям стал Называться Ашкадарской пристанью. В августе 1766 года пристань, располагавшаяся недалеко от устья Стерли - левого притока Ашкадара, получила название Стерлитамакской.
Проект Саввы Тетюшева так и остался проектом. Ежегодно на Стерлитамакскую пристань завозилось не более 350 тысяч пудов соли. Малонаселенность края, сложные климатические условия, короткий период навигации, массовая вырубка лесов, злоупотребления чиновников привели к тому, что поставки соли стали все более сокращаться, соляные перевозки утратили свою крупномасштабность и приобрели чисто местное значение.
Пугачевский бунт - одна из самых трагических страниц истории города Стерлитамака.В 1774г. восставшие под предводительством Чики Зарубина и Качкына (Каскына) Самарова захватили Стерлитамакскую пристань, пять месяцев находилась под контролем восставших. Однако они были вынуждены отступить под сильнейшим натиском правительственных войск, которые возглавлял П. М. Голицин. Сподвижник Пугачева Хлопуша сжигает Стерлитамакскую соляную пристань и оставляет её. После этих событий соль отправляется только с восстановленной Стерлитамакской пристани, которая становится административным центром, осуществляющим контроль за всеми соляными поставками.
После подавления восстания правительство империи реорганизовало управление краем. Стерлитамак стал центром уезда и получил статус города в 1781 году. С этого времени берет своё начало история Стерлитамака в статусе города и административного центра. Стерлитамак становится центром одного из восьми уездов, входящих в Уфимскую губернию. В 1782 году год императрицей Екатериной II был утверждён герб города: «В верхней части щита герб Уфимский – бегущая куница в серебряном поле, знак таковых зверей изобилия. В нижней – три плавающих серебряных гуся в голубом поле, в знак великого изобилия оных птиц».

В 1786 году в Стерлитамаке было 142 двора, из которых 96 принадлежали военнослужащим и отставным, 3 — канцелярским служащим, 5 — купцам, 1 — священнику, 37 — разночинцам. Кроме жилых домов имелись казенные строения: дом судебных заседаний и церковь, 5 торговых лавок, 4 соляных склада, 2 склада для продовольствия.

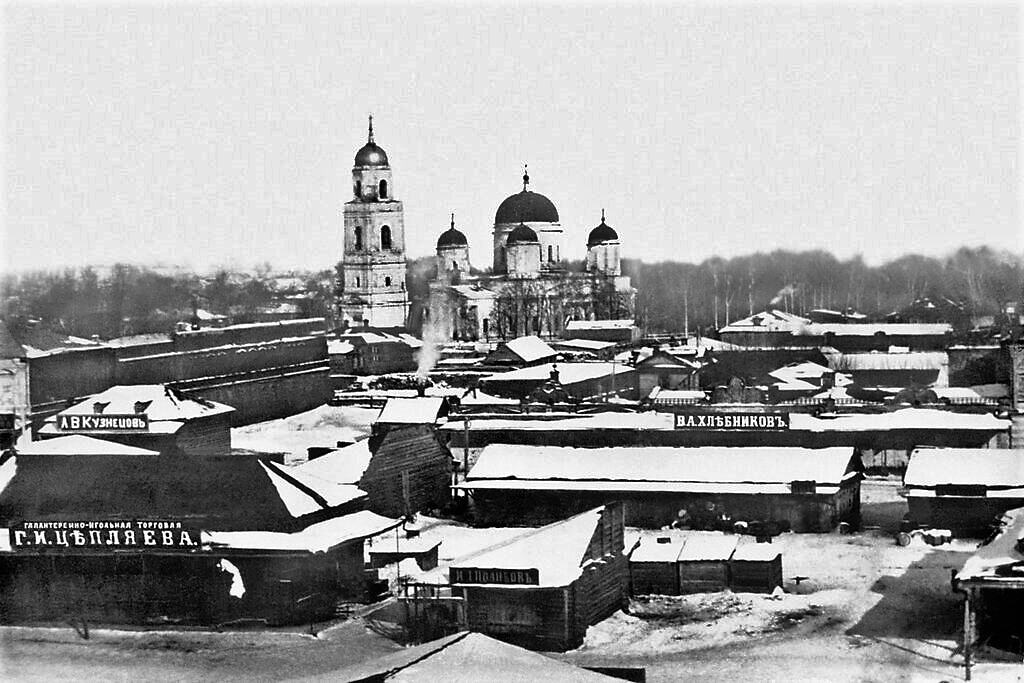
Собор Казанской Божьей Матери (1837г. Заложен -1938г. Разрушен)

До конца XVIII века строительство в Стерлитамаке осуществлялось без какого-либо плана, и лишь в 1794 года был утвержден план городской застройки. По нему предусматривалось соорудить земляные валы со рвами с севера и юга, возвести деревянные культовые здания: церковь во имя Казанской Божьей матери и мечеть. На окраине города была построена тюрьма.

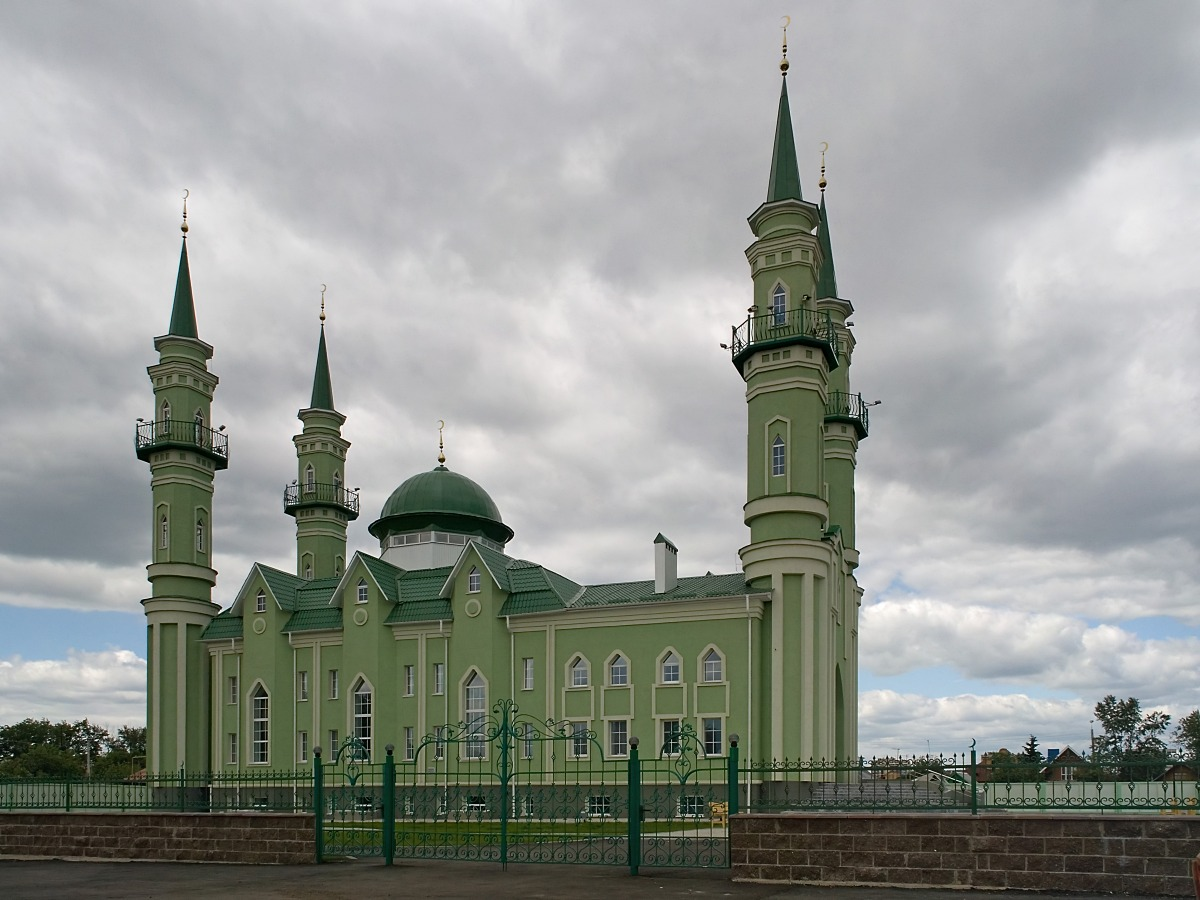
Мечеть в старой части города.

Постепенно Стерлитамак теряет статус пристани и превращается в купеческий город со своими магазинами, складами, питейными заведениями. Здесь появляются предприятия по выделке кожи, производству водки, пива и т.д.
Уездный город Стерлитамак в 1798 году насчитывал 675 жителей. До отмены крепостного права самыми влиятельными помещиками Стерлитамакского уезда были Левашов (д. Левашовка, сейчас в составе города), Михайлов (д. Михайловка, сейчас микрорайон «Михайловский»), Белоусов (хутор Белоусово, частный сектор, с 2001 года входит в состав города). В городе появляются частные предприятия и множество различных кустарных производств (кожевенное производство, мукомольный завод, производство водки, пива). Известными купцами в Стерлитамаке были — купцы Усманов/Усман/, Утямишев/Үтәмеш/, Баязитов/Баязит/, Габитов/Габит/, Кайгулов/Кайгол/ и другие. После отмены крепостного права город заметно вырос по численности и территории, появились крупные производства.

## XIX век
К началу 19 века Стерлитамак уже получает развитие как по преимуществу купеческий город. Купеческая прослойка составляла седьмую часть населения, и это была необычайно высокая для городов Уфимской губернии цифра. Половина всех купцов Уфимской губернии жила в Стерлитамаке. Стерлитамакское купечество имело устойчивые торговые связи со всеми уездными городами Оренбургской губернии, Поволжья, Сибири и Средней Азии. В октябре и феврале в городе проводились ярмарки.
В начале сентября 1824 года по пути из Оренбурга в Уфу на несколько часов в Стерлитамаке останавливался император Александр I. Главной целью его поездки был осмотр уральских горных заводов. Народ приветствовал монарха в церкви, произнести приветственную речь поручили священнику Фёдору Ивановичу Базилевскому. Для царя были собраны сведения о городе. Доложили: в Стерлитамаке 298 деревянных домов на 2490 жителей, «фабрик значительных нет, зданий, заслуживающих внимания, нет».В 1831 году в Стерлитамаке впервые за его историю возникает эпидемия холеры. За три летних месяца в городе умерли 368 человек.
Зимой 1834 года «по недосмотру» сгорела деревянная церковь. На пожертвования купечества и горожан строится каменный собор имени иконы Казанской Божьей Матери. Он был заложен в 1837 году, а завершилось строительство в 1864 году. Являя собой архитектурный центр города, собор Казанской Божьей Матери был увенчан пятью куполами: большим в центре и четырьмя малыми по углам. Рядом стояла четырёхъярусная колокольня. Собор и прилегающая территория были обнесены кружевной чугунной оградой. В результате административной реформы шестидесятых годов по указу от 5 мая 1865 года Стерлитамак стал числиться уездным городом Уфимской губернии, а не Оренбургской, в состав которой входил с 1798 по 1865 годы.
В 1870г были построены здания городской думы и управы.

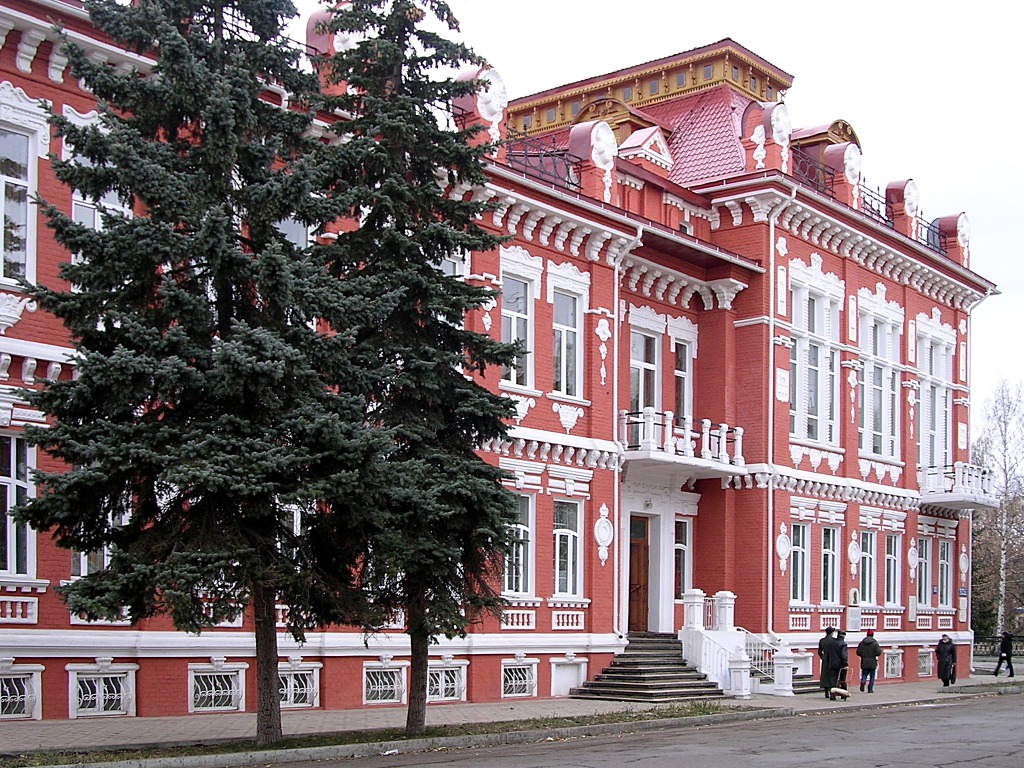
Здание бывшей Земской Управы.

Стерлитамак был одноэтажным, деревянным, имел 6 православных храмов и 5 мусульманских мечетей, женскую гимназию и реальное училище, 18 предприятий и 6 врачей. До 40 процентов стерлитамаковцев в этот период занимались сельским хозяйством, огородничеством, частным извозом и чёрными работами. В городе развиваются многочисленные кустарные промыслы - пимокатный, салотопенный, скорняжный, воскобойный, гончарный, красильный, шорный, плотницкий. К концу 19 века начала работать крупная мукомольная мельница, имевшая механический двигатель мощностью в 145 лошадиных сил. Кожевенное дело как промысел было поставлено в Стерлитамаке ещё в 90-е годы 18 века переселившимися сюда из Москвы старообрядцами. В середине 19 века Стерлитамак стал центром кожевенного производства во всём крае. Здесь выделывают грубые подошвенные, а также сапожные и юфтевые кожи – до 15 тысяч штук в год. Общий объём кожевенного производства доходил до 150-200 тысяч рублей в год. Остальная промышленность (кирпичная, салотопенная и другая) давала продукции на 25 тысяч рублей.
Через Стерлитамак проходил один из главных арестантских этапных трактов - Уфимский. Здесь он разветвлялся на три направления: Оренбургское, Верхнеуральское и Белебеевское. Поэтому в городе была относительно большая пересыльная тюрьма¸ здание которой являлось второй после собора стерлитамакской достопримечательностью.

## Начало XX века
Двадцатый век внёс существенные изменения в работу промышленных предприятий Стерлитамака. Вместе с ручным трудом стали применяться машины.
 В 1906 году впервые в городе Стерлитамаке произошла демонстрация немого французского фильма. Показ фильма состоялся в электрртеатре «Мираж», который был построен купцами Езерцовым, Кузнецовым и Аверьяновым. 
1908 год вошёл в историю Стерлитамака как год большого пожара. Страшный огненный смерч уничтожил множество деревянных домов.
 В 1910 году город пережил эпидемию холеры. Футбол появился в городе Стерлитамаке в 1912 году — состоялся матч между сборной города и командой кожзавода. В 1915 году два кожевенных завода, пять лесопилен и пять мукомольных мельниц имели паровые двигатели; открылись спичечная фабрика, два чугунолитейных завода, спиртоводочное, пивоваренное производство, несколько скотобоен; работали небольшие производства, такие как портняжное, картузно-шапочное, белошвейное, овчинно-шубное.
Ещё в конце прошлого века, в 1898 году, губернский землеустроитель Т. Афанасьев впервые произвёл топографическую съемку местности и составил план застройки города.
Стерлитамак состоял из отдельных микрорайонов-посёлков со своими обычаями и нравами: центральной части с тремя площадями (Соборная — ныне парк им. Кирова, Базарная — кинотеатр «Салават», Ярмарочная — стадион «Каучук») и пятью главными улицами (Дворянская — ныне ул. Мира, Церковная — ул. Комсомольская, Большая Заводская — ул. К. Маркса, Ашкадарская — ул. Халтурина, Миллионная — ул. Сакко и Ванцетти), а также Сайгановки, Качкарника, Завода, Выселок, Заашкадарья и др. Каждый из этих посёлков имел по две-три улицы, а его жители, как правило, работали на построенных здесь же предприятиях или занимались земледелием и животноводством.

## Стерлитамак после Октябрьской революции
Октябрьскую революцию 1917 года стерлитамаковцы встретили в основном враждебно. Большевики захватили власть в городе лишь с помощью уфимских боевиков. Во время гражданской войны город Стерлитамак несколько раз переходил из рук в руки, и безумие как белого, так и красного террора не обошло город стороной. С 12 июля по 28 декабря 1918 года, город был в руках белочехов и Народной армии КОМУЧА. 28 сентября 1918 года были расстреляны белогвардейцами и белочехами организаторы и активисты Советской власти Стерлитамака и Стерлитамакского уезда.Памятник на 5-й версте Уфимского тракта. С 5 апреля по 25 мая 1919 года город занимали колчаковцы. За годы братоубийственной войны население города Стерлитамака значительно сократилось (по городу точных данных нет - Башкирии сократилось на четверть). 
В августе 1919 года город Стерлитамак стал фактической столицей Башкирской АССР, при этом находясь на территории Уфимской губернии. Правительство республики — Башревком просил ВЦИК вернуться в город Оренбург, но разрешение получил на Стерлитамак. В том же году в городе Стерлитамаке открылся первый в истории башкирский драматический театр. 
12 августа 1920 года, был подписан Декрет ВЦИК «О включении города Стерлитамака Уфимской губернии в состав территории Башкирской Республики», в ноябре этого же года 16 волостей Стерлитамакского уезда передаются в состав республики. Стерлитамак стал официально признан столицей Башкирской АССР. В 1921 году был образован Стерлитамакский кантон.
14 июня 1922 года декретом ВЦИК РСФСР «О расширении границ Автономной Башкирской Социалистической Советской Республики» столица переносится из Стерлитамака в Уфу, а Стерлитамак становится центром укрупнённого Стерлитамакского района.
В декабре 1922 года в Стерлитамаке появилось электричество – была запущена небольшая электростанция. Постепенно налаживалась работа национализированных большевиками кожевенных заводов, лесопилок и мельниц. На базе трёх заводов был создан государственный кожевенно-овчинный завод, лесопилки объединились в один лесозавод. В 1924 году открылся городской краеведческий музей.
В 1930 году Городской совет утвердил перспективный план развития Стерлитамака на ближайшие 30 лет до 1960 года. На этот период в городе проживает 24 тысячи жителей. Открывается туберкулёзный диспансер с ночным санаторием, поликлиника.
В 1930 году образуется Стерлитамакский район. 16 мая 1932 года юго-восточнее Стерлитамака, на территории будущего города Ишимбая, началась добыча нефти. Впоследствии Ишимбай получил титул столицы Второго Баку. В предвоенные годы разрастается и промышленность Стерлитамака. Строятся хлебозавод, элеватор, кислородный завод, промысловые артели. Начинается строительство ремонтно-механического завода бурового оборудования. В городе располагаются управление треста «Башнефть» и его подсобные предприятия. Решается и вопрос о строительстве железной дороги, и 30 сентября 1934 года в город прибывает первый состав. С 1936 года открывается регулярное автобусное сообщение с Уфой, Оренбургом и несколькими другими населенными пунктами.
К 1939 году в Стерлитамаке имелось 10 энергетических установок общей мощностью 790 киловатт. В 1932 году в домах горожан появляется радио, а в 1936 году первая звуковая киноустановка.
Велась большая работа по ликвидации неграмотности среди взрослого населения, заметно возросла численность учащихся, требовались профессиональные педагогические кадры. В этих целях в начале 1926 года в городе был создан башкирский педагогический техникум. Почти все дети школьного возраста были охвачены обучением. К 1940 году работает восемнадцать средних, неполных средних и начальных школ. В 1932 году открывается нефтяной техникум, в 1935 медицинское фельдшерско-акушерское училище. Растет сеть библиотек и количество книг в них. Действуют 6 яслей, 10 детских садов и дом грудника.
На улицах Мира, Советской, Садовой, Сакко и Ванцетти и на левом берегу Стерли выросли дома для нефтяников. Для многих школ были построены двухэтажные кирпичные здания.
По Всесоюзной переписи населения 1939 года в Стерлитамаке проживало 37953 человека.

## Стерлитамак в годы Великой Отечественной войны
В годы Великой Отечественной войны в Стерлитамак были эвакуированы заводы из оккупированных районов. В городе появилось огромное количество беженцев – население увеличилось с 38 до 70 тысяч человек. 16 тысяч горожан и жителей Стерлитамакского района ушли на фронт. Более 8500 из них погибли на полях сражений.
Стерлитамакская земля поставила своеобразный рекорд по числу Героев Советского Союза. В городском краеведческом музее названа такая цифра: среди славных сынов Башкортостана, удостоенных этого высокого звания, 24 стерлитамакца. Это больше, чем в любом другом городе или районе республики.

В начале войны Стерлитамак был заштатным районным городком, а день победы встречал крупный промышленный центр.

За годы войны в городе произошла промышленная революция. До 1941 года в Стерлитамаке было 2 крупных предприятия - мелькомбинат и кожзавод. С конца 1941 года в город начали прибывать эвакуированные из западных районов страны заводы и фабрики: Одесский станкостроительный завод, Славянский и Донецкий содовые заводы, Волховский, Ново - Подольский и Брянский цементные заводы, завод наркомата боеприпасов, Бакинский завод "Красный пролетарий", сахарный завод. В Стерлитамак был перебазирован Московский кожевенно - обувной комбинат. Во второй половине 1941 года в город был переведён трест "Башнефтеразведка".

## Стерлитамак в послевоенное время
В 1952 году была образована Стерлитамакская область. Но эксперимент оказался неудачным, и в 1953 году она была упразднена.
В 1961 году в городе начала работать троллейбусная линия. В этом же году был создан футбольный клуб "Содовик". История команды - самая яркая страница спортивной жизни города Стерлитамака. В 1960-х годах сданы в эксплуатацию кинотеатры «Салават» и «Искра». 
9 мая 1967 года в истории Стерлитамака произошло знаменательное событие. В городе зажжён вечный огонь в память о стерлитамаковцах, павших на полях сражений Великой Отечественной войны. Авторы памятника: скульптор М. Шабалтин и архитектор Б. Милютин.

В 1973 и 1974 годах в 22 км к западу от города Стерлитамака произведены два подземных ядерных взрыва мощностью 10 килотонн каждый. Образовавшиеся таким образом подземные резервуары используются химическими гигантами «Сода» и «Салаватнефтеоргсинтез» для сброса отходов производства. К 2014 году оба хранилища будут заполнены. Планировалось проведение ещё двух подобных взрывов: «Природа-1» и «Природа-2», но правительство России наложило мораторий на подобные проекты. 
1960-е — 1980–е годы – период бурного роста города Стерлитамака. Введены в эксплуатацию новые промышленные предприятия, жилые дома, школы, больницы.

## Современный период
С конца 1980–х годов Стерлитамак переживает сложные времена. Новейшая история города Стерлитамака – это борьба с системным кризисом. Промышленность города находится в глубоком упадке. Ряд крупных предприятий либо не работает вовсе, либо работает не в полную мощь. Происходит мучительный процесс перераспределения наёмных работников между секторами экономики города. Высокие цены граничат с низким уровнем заработной платы. На градообразующих предприятиях города (ОАО "Синтез-Каучук", ОАО "Стерлитамакский нефтехимический завод", ОАО "Каустик") установлены очень низкие оклады. Спорт как культура не развивается, т.к. молодёжь, не желая мириться с подобной ситуацией, стремится покинуть этот город.

## Ссылка
- История Стерлитамака, фотографии старого города, памятные места
- bashkir.info
- ВЕСЬ СТЕРЛИТАМАК - История города
- История далекая и близкая
- фотографии старого Стерлитамака
- История, достопримечательности, климат, рекреационные и туристические ресурсы, фотогалерея Городов России

Шаблон:Улицы Стерлитамака